# Reprezentacja Luksemburga na Mistrzostwach Świata w Narciarstwie Klasycznym 2007
Reprezentacja Luksemburga na Mistrzostwach Świata w Narciarstwie Klasycznym 2007 liczyła 1 sportowca. Najlepszym wynikiem było 60. miejsce Kari Peters w sprincie mężczyzn.

## Medale

### Złote medale
Brak

### Srebrne medale
Brak

### Brązowe medale
Brak

## Wyniki

### Biegi narciarskie mężczyzn
Sprint
- Kari Peters - 60. miejsce